# Ostróda (stacja kolejowa)
Ostróda – stacja kolejowa w Ostródzie, w województwie warmińsko-mazurskim, w Polsce.

## Opis

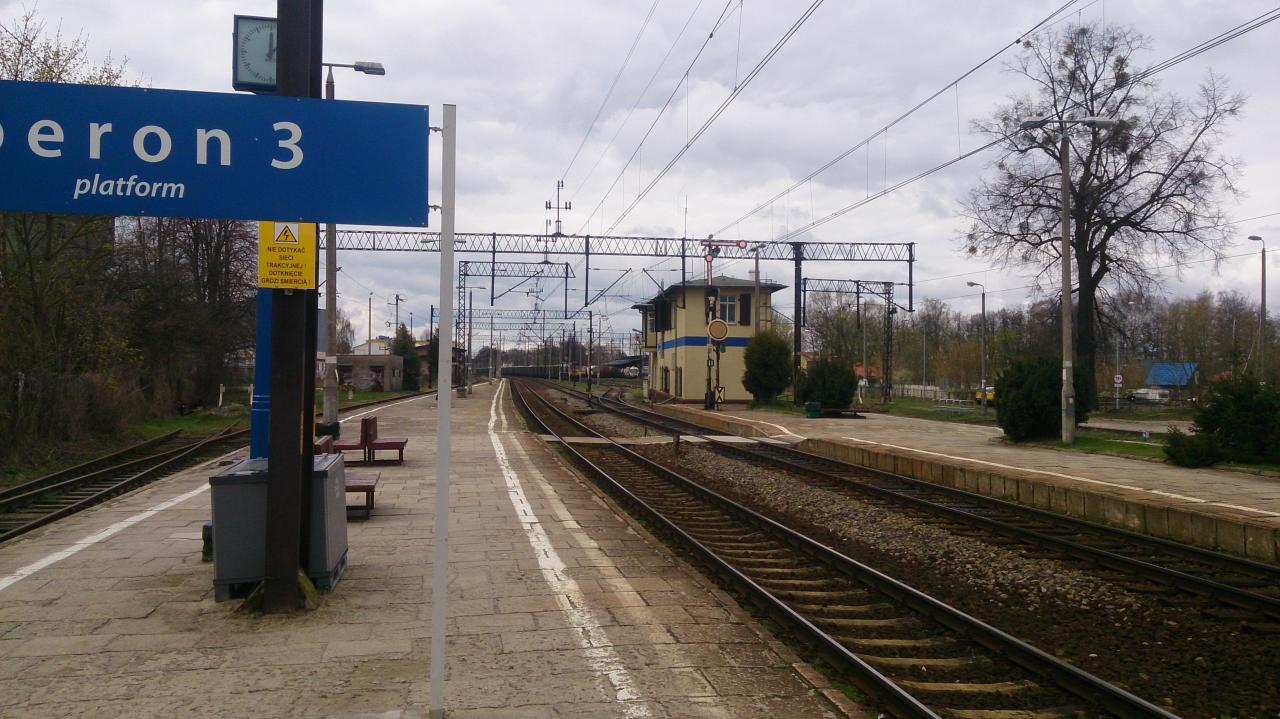
Widok z peronu 3 na bocznice kolejowe oraz nastawnię

Posiada przejście podziemne łączące perony z budynkiem dworca, semafory kształtowe oraz bocznice kolejowe do Zakładów Naprawczych Taboru Kolejowego pod zarządem Wagon Service Ostróda.

## Ruch pasażerski
| Rok  | Wymiana pasażerska na dobę |
| ---- | -------------------------- |
| 2017 | 1 300                      |
| 2022 | 1 700                      |